# Zephronia dollfusi
Zephronia dollfusi är en mångfotingart som beskrevs av Pocock 1895. Zephronia dollfusi ingår i släktet Zephronia och familjen Zephroniidae. Inga underarter finns listade i Catalogue of Life.